# Biroul Central de Statistică (Siria)
Central Bureau of Statistics (CBS) (în arabă المكتب المركزي للإحصاء): în română: Biroul Central de Statistică) este agenția statistică responsabilă de colectarea de „informații referitoare la activitățile și condițiile economice, sociale și generale în Republica Arabă Siriană. Biroul răspunde în fața biroului prim-ministrului Siriei și are birourile sale principale în Damasc. CBS a fost înființată în 2005 și este administrată de un consiliu de administrație condus de vicepremierul pentru afaceri economice.
După ce guvernul sirian a început să reconstruiască infrastructura în 2011, biroul a început să publice date din 2011 până în 2018.